# Partit Socialdemòcrata d'Andorra
El Partit Socialdemòcrata d'Andorra (també dit sols Partit Socialdemòcrata, PS) és un partit polític andorrà d'esquerra. En les eleccions generals del 4 de març de 2001 va obtenir el 30% dels vots populars, aconseguint 6 dels 28 escons del Consell General. En les eleccions legislatives de 2004 va obtenir el 38,1% de vots populars, incrementant els seus escons fins a 11 de 28. Va guanyar les eleccions generals andorranes del 2009 amb 14 escons i superant la Coalició Reformista (nova marca del Partit Liberal d'Andorra). Arran d'això el president del PS Jaume Bartumeu va esdevenir cap de govern d'Andorra. Un cop aprovats pel Consell General els principals texts de la reforma fiscal i decidir convocar eleccions anticipades per desbloquejar la situació de majoria relativa, varen patir una davallada als comicis del 2011, baixant fins als 6 escons.

## Resultats electorals

### Consell General
| Eleccions | Vots  | %     | Escons  | +/– | Posició | Candidat       | Govern   |
| --------- | ----- | ----- | ------- | --- | ------- | -------------- | -------- |
| 2001      | 3.083 | 28,7  | 6 / 28  | 6   | 2n      | Jaume Bartumeu | Oposició |
| 2005      | 4.711 | 36,9  | 12 / 28 | 6   | = 2n    | Jaume Bartumeu | Oposició |
| 2009      | 6.610 | 45,0  | 14 / 28 | 2   | 1er     | Jaume Bartumeu | Majoria  |
| 2011      | 5.397 | 34,8  | 6 / 28  | 8   | 2n      | Jaume Bartumeu | Oposició |
| 2015      | 3.462 | 23,5  | 3 / 28  | 3   | 3r      | Pere López     | Oposició |
| 2019      | 5.445 | 30,67 | 7 / 28  | 4   | 2n      | Pere López     | Oposició |
| 2023      | 4.036 | 21.1  | 3 / 28  | 4   | 3r      | Pere López     | Oposició |

### Eleccions comunals
| Elecció | Vots  | %    | Escons  | +/– | Posició |
| ------- | ----- | ---- | ------- | --- | ------- |
| 2003    | 3.695 | 33,8 | 21 / 82 | 21  | 2n      |
| 2007    | 5.003 | 38,3 | 29 / 86 | 8   | = 2n    |
| 2011    | 3.182 | 25,2 | 8 / 86  | 21  | = 2n    |
| 2015    | 2.022 | 15,1 | 5 / 80  | 3   | 3r      |
| 2019    | 3.987 |      | 15 / 80 | 10  |         |